# Gal (dessinateur)
Pour les articles homonymes, voir Gal.
Gerard Alsteens, dit Gal, né le 3 août 1940 à Auderghem (région de Bruxelles-Capitale), est un dessinateur politique, graphiste et peintre belge néerlandophone. Il est connu pour ses cartoons mordants qui ressemblent plus à des peintures qu'à des dessins de presse « classiques ». Son œuvre est primée à plusieurs reprises.

## Biographie
Gerard Alsteens naît le 3 août 1940 avec son frère jumeau Edgard à Auderghem, une commune bruxelloise.
Fils de vigneron. Il a trois fils : Anant, Joachim et Bram. Son premier dessin (Un cheval de ferme dans la prairie) est publié alors qu'il a 13 ans dans la page jeunesse de Nieuws van den Dag. Il étude la peinture et les arts graphiques à l'École supérieure des arts Saint-Luc de Bruxelles, où il deviendra professeur et aura comme élève l'auteur de bande dessinée Wauter Mannaert.
Durant son avant-dernière année à Saint-Luc, Gal travaille comme un apprenti dans l'hebdomadaire jésuite De Linie, où il est responsable de la maquette. Il dessine la dernière couverture du magazine en 1964.
Ses premiers dessins sont publiés en 1960 dans plusieurs magazines comme De Nieuwe et De Zwijger, où il est dessinateur maison. À partir de 1984, Gal publie dans l'hebdomadaire Knack. En 1996, Gal est invité au talk-show De Zevende Dag à la VRT à l'occasion d'une retransmission spéciale d'une session du parlement flamand. Ses dessins critiquant le parti d'extrême-droite Vlaams Blok cause le départ du plateau des membres de ce parti.
En 2004, Gal perd la vue en cause d'une embolie, mais il trouve une méthode habile qui lui permet de continuer son travail.
L'engagement politique de gauche et progressiste » de Gal ne se limite pas à ses dessins. Il participe à de nombreuses démonstrations publiques, notamment pour Oxfam, Amnesty International... Ses affiches contre l'apartheid en Afrique du Sud ont eu un retentissement international et dont on peut voir la reproduction sur le site Lambiek.
Il contribue aux magazines tels : Humo, De Nieuwe, Panorama/De Post, De Zwijger et De Morgen. Par ailleurs, il illustre également des livres, affiches et réalise des logos. Il est également membre du collectif et du site web The Cartoonist, réunissant des dessinateurs belges de presse, créé par Marec, où leurs travaux sont mis à la disposition du public,.
En outre, il illustre des romans de Kristien Hemmerechts et Geert van Istendael, tout comme la pochette d’album de Zjef Vanuytsel,.
Gal est fait docteur honoris causa de la Vrije Universiteit Brussel, le 2 avril 2019, et la même année, le ministre Guy Vanhengel lui décerne le prix Zinneke de bronze pour l'ensemble de son œuvre.
Depuis 2021, le Centre des archives académiques et libérales de l'Université libre de Bruxelles (CAVA) archive de manière numérique l'œuvre de Gal.
Gal admire Pablo Picasso, Saul Steinberg et Goya, Tomi Ungerer, les dessinateurs Bosc et Chaval, l'artiste diabolique Roland Topor et Peter van Straaten. Il chérit le talent de Jean-Jacques Sempé et l'équipe de Charlie Hebdo : Cabu, Gébé, Reiser et Wolinski, des "grands maîtres de l'absurde" Kamagurka et Benoît (Benoît van Innis).

## Œuvres

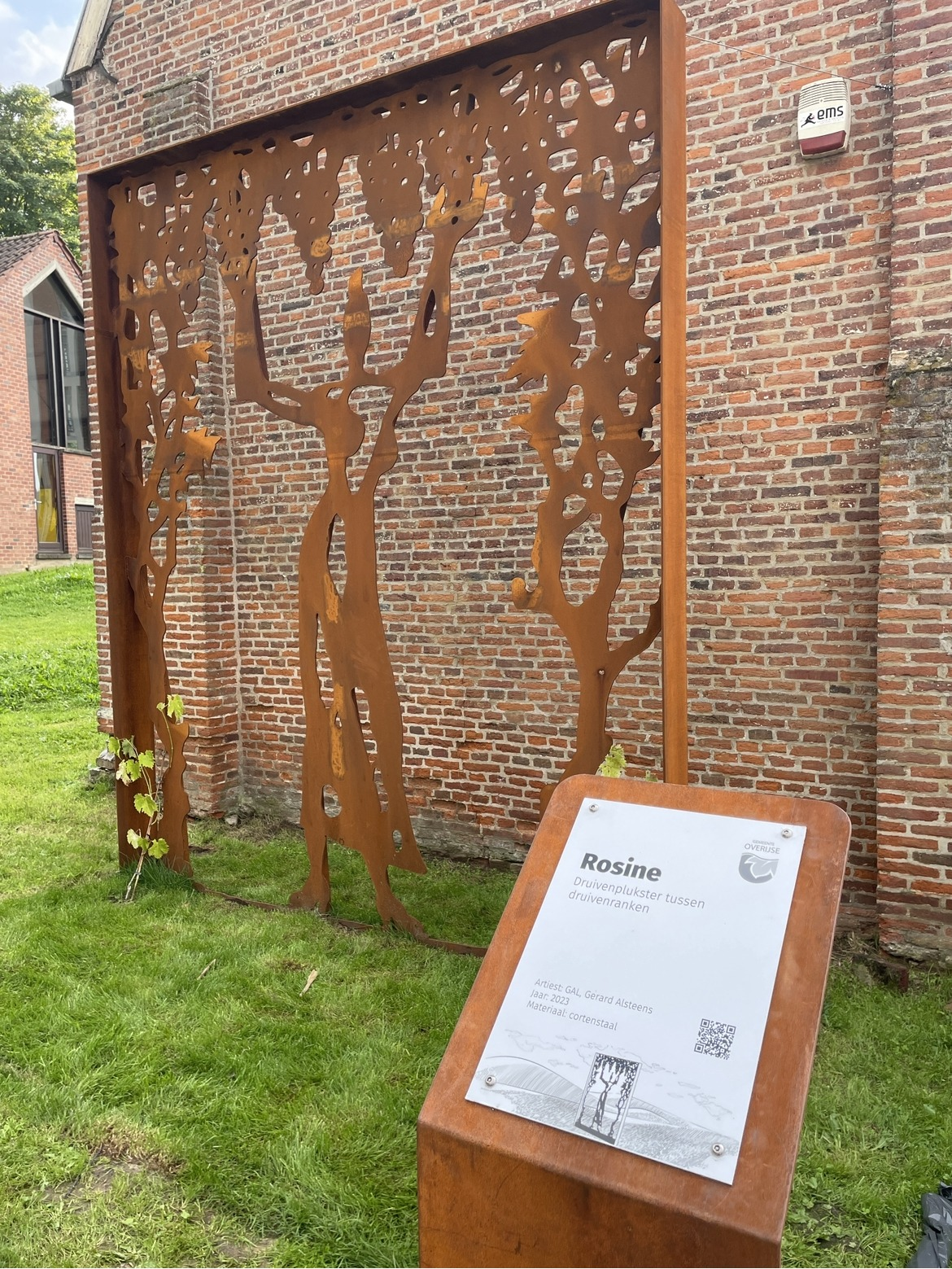
Rosine, vendangeuse entre les vignes, sculpture en acier Corten à Overijse, 2023

### Collectifs
- Il était une fois... Les Belges[12], Le Lombard, Bruxelles, 1980
Scénario et couleurs : collectif - Dessin : collectif dont Gal,Participation : Que se passe-t-il en Belgique ?.

### Catalogues d'exposition
- (nl + fr) Wilfried Martens et Carlos Alleene (ill. Gal), Belgische kartoens [« Cartoons belges »], Knokke-Heist, Matthys, 1981, 214 p., ill. ; 30 cm (OCLC 1119536192)livre publié grâce à la Loterie Nationale Belge à l'initiative de l'ASBL Humorstad Knokke-Heist à l'occasion du 20e Salon Mondial du cartoon en 1981.

### Expositions
- 2021 : Al Gal au centre culturel de Malines[13] ;
- 2022 : Lustrum exhibition GAL[13] à Overijse dans l'ancien sanatorium de Tombeek (2022)
- 2023 : Gal Total - Une rétrospective de la commune de Schaerbeek, Luca school of Art Brussels, Bib sofia et Cava VUB[3].

## Réception

### Prix et distinctions
Gal a gagné plusieurs prix tant en Belgique qu'à l'étranger.
- Quatre fois lauréat du Festival International du Cartoon de Knokke-Heist[11],[14] ;
- Quatre fois lauréat du « Perskartoenale Hoeilaart[11] » ;
- 1979 : Prix Louis Paul Boonprijs (nl)[1] ;
- 1980 : 
  - sélectionné par la Belgique pour la Biennale de Venise[13],[1] ;
  - prix Régine Beer[1]
- 1988 : Prix de la Communauté flamande pour les arts graphiques[15] ;
- 1991 :  Lauréat du meilleur dessin politique à La Havane[11] ;
- 1994 : prix de l'Arche de la libre parole (nl)[1] ;
- 1997 :  Ton Smits-penning (nl)[16] ;
- 2004 :  Prix BeNe-prijs (nl)[16] ;
- 2019 : Zinneke de bronze pour l'ensemble de son œuvre[9] ;
- 2019 Doctorat honorifique de la Vrije Universiteit Brussel[15] ;
- 2022 Ambassadeur du climat[13],[17] « Grands-parents pour le climat » ;
- 2022 Grand Prix bephila - Edmond Struyf[13] ;
- 2023 : Brusseleir vè et leive[10] ;
- 2025 : Grand Prix Press Cartoon Belgium à Knokke pour un cartoon sur la bande de Gaza, ex-aequo avec Lectrr[14].

### Postérité
La commune d'Hoeilaart s'enorgueillit d'une fresque murale apposée sur une ancienne cabine électrique dans le quartier Bakenbos à partir du 5 juin 2022.